# دوري أبطال أوقيانوسيا 2014–15
دوري أبطال أوقيانوسيا 2014–15 (بالإنجليزية: 2014–15 OFC Champions League)‏ هو موسم من دوري أبطال أوقيانوسيا. أقيم خلال الفترة 7 أكتوبر 2014 وحتى 26 أبريل 2015، وشارك فيه  15 فريقاً، وفاز فيه نادي أوكلاند سيتي. فاز بجائزة أفضل هداف في الدوري ساولا واكا، بإجمالي 5 هدف

## الفرق
شارك في الدوري 2 فريقاً.
| المركز | فريق              | لعب | ف | ت | خ | له | عليه | ف.أ | نقاط | ملاحظة |
| ------ | ----------------- | --- | - | - | - | -- | ---- | --- | ---- | ------ |
| 1      | نادي أوكلاند سيتي |     |   |   |   |    |      |     |      |        |
| 2      | تيم ويلينغتون     |     |   |   |   |    |      |     |      |        |

## ترتيب الهدافين
| اللاعب   | النادي     | عدد الأهداف |
| -------- | ---------- | ----------- |
| نادي با ‏ | ساولا واكا | 5           |